# Haimps
Haimps ist eine französische Gemeinde mit 452 Einwohnern (Stand: 1. Januar 2022) im Département Charente-Maritime in der Region Nouvelle-Aquitaine (vor 2016: Poitou-Charentes); sie gehört zum Arrondissement Saint-Jean-d’Angély und zum Kanton Matha. Die Einwohner werden Haimpsois und Haimpsoises genannt.

## Geographie
Haimps liegt etwa 85 Kilometer ostsüdöstlich von La Rochelle in der Saintonge. Umgeben wird Haimps von den Nachbargemeinden Les Touches-de-Périgny im Norden, Gourvillette im Nordosten, Massac im Osten, Siecq im Osten und Südosten, Louzignac im Süden und Südosten, Sonnac im Süden sowie Matha im Westen.

## Bevölkerungsentwicklung
| Jahr                       | 1962 | 1968 | 1975 | 1982 | 1990 | 1999 | 2006 | 2017 | 2019 |
| Einwohner                  | 595  | 550  | 495  | 510  | 466  | 427  | 491  | 464  | 455  |
| Quellen: Cassini und INSEE |      |      |      |      |      |      |      |      |      |

## Sehenswürdigkeiten
- Kirche Saint-Symphorien aus dem 12./13. Jahrhundert, seit 1983 als Monument historique klassifiziert
- Haus Fresneau

Siehe auch: Liste der Monuments historiques in Haimps

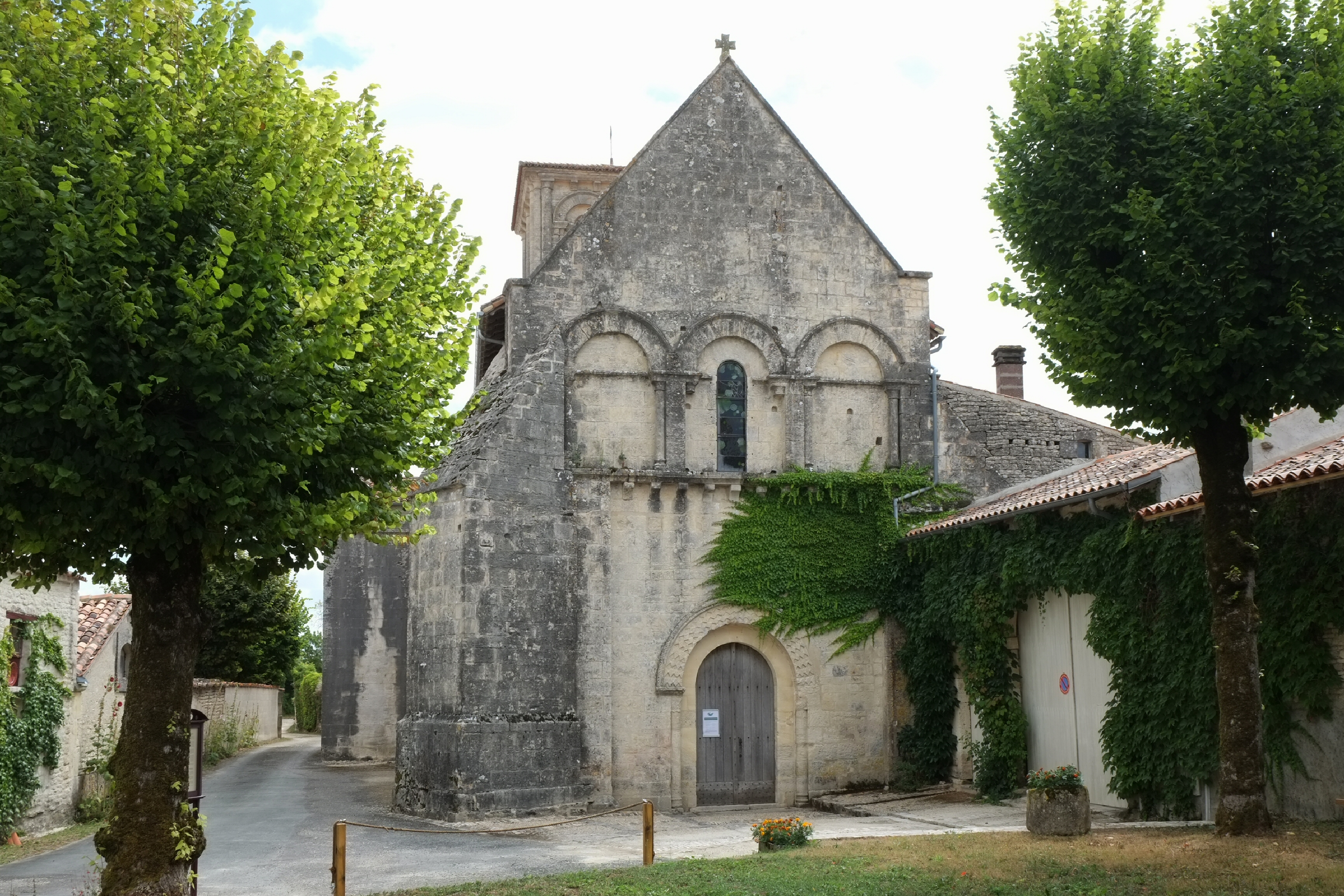
Kirche Saint-Symphorien